# Yttertjurbo tingslag
Yttertjurbo tingslag var ett tingslag i Västmanlands län från 1865 i Västmanlands södra domsaga, Västmanlands östra domsaga före dess.    
Tingslaget uppgick 1894 i Tuhundra, Siende och Yttertjurbo tingslag.

## Ingående områden

### Socknarna i häraderna
- Yttertjurbo härad